# فوكس سبورتس (قناة تلفزيونية تركية)
كانت قناة فوكس سبورتس تركيا قناة تلفزيونية تركية مملوكة لمجموعة مجموعة شبكات فوكس نتوركس. تم إطلاقها في 10 أبريل 2007 وبثت أحداثًا مباشرة مثل الرابطة الوطنية لرياضة الجامعات والدوري الوطني لكرة القدم الأمريكية ودوري الهوكي الوطني ودوري كرة القاعدة الرئيسي وناسكار والغولف ومباريات كرة القدم.

## حقوق البرمجة

### كرة القدم
- الدوري الألماني الدرجة الأولى
- كأس السوبر الألماني
- كوبا ليبرتادوريس
- كوبا سود أمريكانا

### رياضة السيارات
- ناسكار

### البيسبول
- دوري كرة القاعدة الرئيسي

### كرة سلة
- الرابطة الوطنية لرياضة الجامعات

### كرة القدم الأمريكية
- الدوري الوطني لكرة القدم الأمريكية

### الهوكي
- دوري الهوكي الوطني

## روابط خارجية
- موقع فوكس سبورتس الرسمي